# Bilal Başacıkoğlu
Bilal Başacıkoğlu (Zaanstad, Países Bajos, 26 de marzo de 1994) es un futbolista turco que juega de extremo en el Sakaryaspor de la TFF Primera División.

## Clubes
| Club             | País         | Año       |
| ---------------- | ------------ | --------- |
| S. C. Heerenveen | Países Bajos | 2013-2014 |
| Feyenoord        | Países Bajos | 2014-2018 |
| Kayserispor      | Turquía      | 2018-2019 |
| Trabzonspor      | Turquía      | 2020-2021 |
| Gaziantep F. K.  | Turquía      | 2021      |
| Heracles Almelo  | Países Bajos | 2021-2022 |
| Tuzlaspor        | Turquía      | 2022-2023 |
| Sakaryaspor      | Turquía      | 2023-     |

## Palmarés

### Campeonatos nacionales
| Título                        | Club        | País         | Año     |
| ----------------------------- | ----------- | ------------ | ------- |
| Eredivisie                    | Feyenoord   | Países Bajos | 2016-17 |
| Copa de los Países Bajos      | Feyenoord   | Países Bajos | 2015-16 |
| Supercopa de los Países Bajos | Feyenoord   | Países Bajos | 2017    |
| Copa de los Países Bajos      | Feyenoord   | Países Bajos | 2017-18 |
| Copa de Turquía               | Trabzonspor | Turquía      | 2019-20 |